# Takashi Fujisawa
Takashi Fujisawa (japanska: 藤沢 隆) född 7 februari 1943 i Yoichi på ön Hokkaido är en japansk tidigare backhoppare och utövare av nordisk kombination. Han representerade Waseda University/National Land Planning.

## Karriär
Takashi Fujisawa deltog i nordisk kombination under olympiska spelen i Innsbruck 1964. Han blev nummer i backhoppningen och nummer 26 i längdåkningen. Sammanlagt blev han nummer 20.
Under Skid-VM i Oslo 1966 vann Fujisawa en silvermedalj i stora backen (Holmenkollbakken), 7,7 poäng efter Bjørn Wirkola från Norge och 3,0 poäng före Kjell Sjöberg från Sverige. Takashi Fujisawa blev första japan att vinna en medalj i ett Skid-VM.
Takashi Fujisawa deltog även under olympiska spelen 1968 i Grenoble, Frankrike. Han blev nummer 18 i stora backen och nummer 26 i normalbacken. I tävlingen i stora backen låg Fujisawa på en andraplats efter första omgången, men misslyckades i andra omgång. 
I OS 1972 på hemmaplan i Sapporo blev han nummer 14 i stora backen och nummer 23 i normalbacken. Under tävlingen i normalbacken låg Fujisawa på en fjärdeplats efter första omgången men föll tillbake efter ett misslyckad andrahopp.
Under Skid-VM 1970 som ägde rum i Vysoké Tatry i det dåvarande Tjeckoslovakien blev Fujisawa nummer 6 i stora backen, 18,3 poäng efter Garij Napalkov (som blev världsmästare i båda backarna) från Sovjetunionen. Fujisawa var 4,1 poäng från en pallplats.